# 高田慎吾

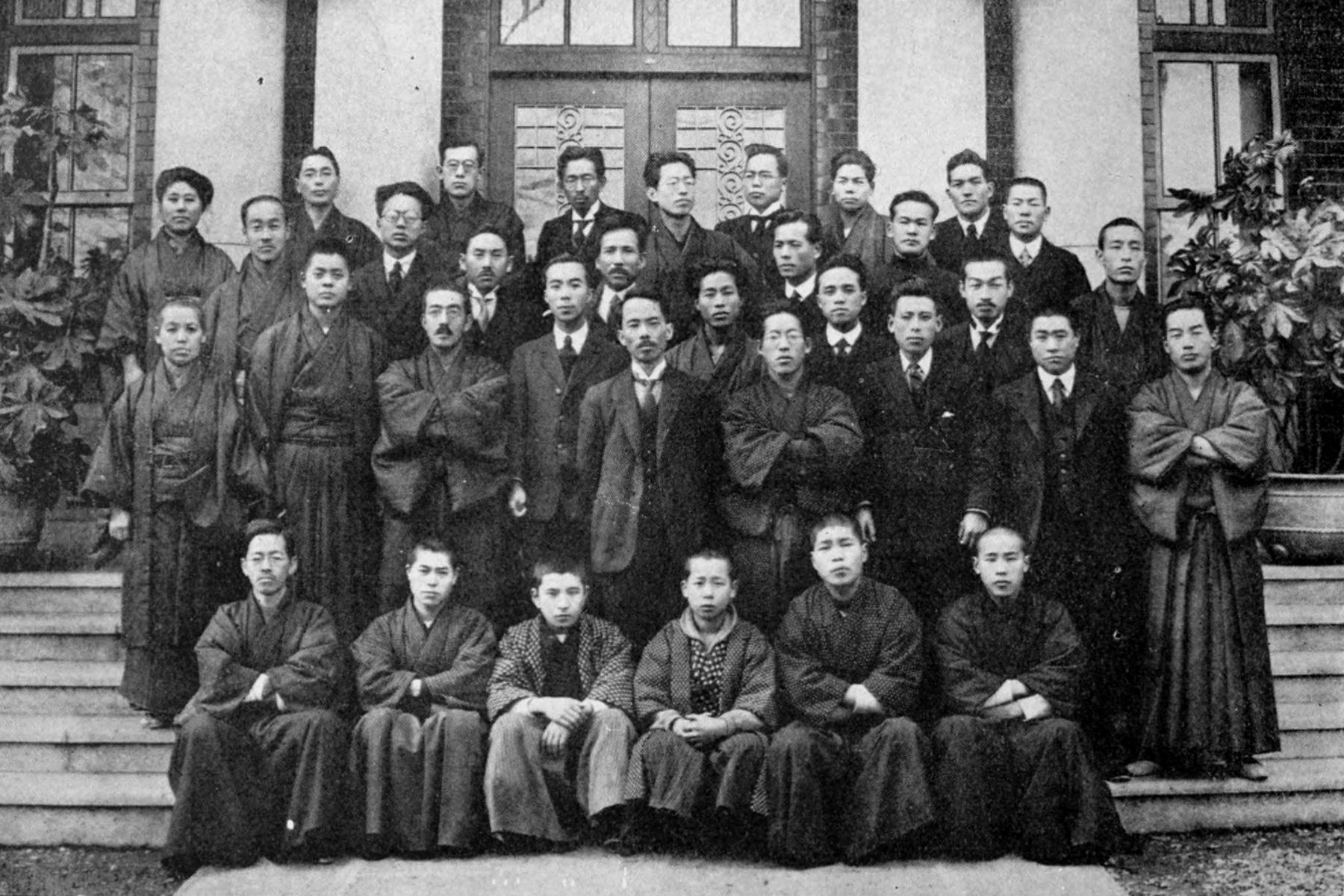
1923年当時の大原社会問題研究所員（前列左端が高田慎吾）

高田 慎吾（たかだ しんご、1880年（明治13年）5月1日 - 1927年（昭和2年）7月5日）は、日本の社会事業家、児童福祉研究家。

## 経歴・人物
熊本の八代に生まれ、東京帝国大学（現在の東京大学）に入学後キリスト教徒となる。在学中に児童保護を中心に社会問題について専攻、研究した。卒業後に東京養育院（現在の東京都長寿健康医療センター）付巣鴨分院の主任を務め、1912年（明治45年）に社会問題を学ぶために渡米した。
翌年帰国後は内務省に勤務し、1918年（大正7年）に退職するまで国立感化院（現在の国立武蔵野学院）の創設に携わり、東洋大学の教授として日本で初の社会事業講座を開講した。退職後は関東地方のみならず関西地方でも社会事業の養成、研究に携わり、大阪の石井記念愛染園が経営する社会事業の研究を行った。翌1919年（大正8年）には現在は法政大学内に所在する大原社会問題研究所の創設期のメンバーとして、所長の高野岩三郎や幹事の森戸辰男、大内兵衛らと共に科学的な児童福祉の研究に貢献した。